# Gioacchino Criaco
Gioacchino Criaco (Africo, Calabria, 3 de marzo de 1965) es un escritor italiano.

## Biografía
Estudió secundaria en Locri y se graduó en derecho en Bolonia. Trabajó como abogado en Milán. 
Su hermano, Pietro Criaco es miembro de la 'Ndrangheta y perdió a su padre en una  vendetta en 1993.
El director de cine Francesco Munzi adaptó su primera novela Almas negras en 2014:  Anime nere .

## Obra
- Anime nere,  2008
- Zefira, 2009
- American Taste, 2011
- Perduta gente, 2012
- Il Saltozoppo, 2015
- L'agenda ritrovata, 2017
- La maligredi, 2018